# Японский зелёный голубь
Японский зелёный голубь (лат. Treron sieboldii) — вид птиц семейства голубиные. Видовое латинское название дано в честь немецкого натуралиста Филиппа Зибольда (1796—1866). Является очень осторожной и малоизученной птицей даже в местах своего относительно широкого распространения. Вид внесен в Красные книги Российской Федерации (2001), Приморского края (2005) и Сахалинской области (2016). 
Голубь известен своей необычной привычкой пить солёную воду. Известное место, где голуби делают это в Японии — это Теругасаки в Оисо в префектуре Канагава.

## Ареал
Ареал охватывает Японские острова, Корейский полуостров, Курилы, Южный Сахалин и Приморье. В РФ относится к редким видам с дизъюнктивным, периферийным ареалом. Это единственный представитель рода зелёных голубей (Terron) в фауне Российской Федерации. За пределами России гнездятся на островах Японского архипелага от Хоккайдо на севере до Рюкю на юге, встречаются также на Тайване и по всему юго-восточному побережью КНР. В Корее и на о. Уллындо является скорее залётной птицей. Предположительно, гнездится на Кунашире и в южной части Сахалина, на Монероне. В начале июля 1968 года птиц этого вида также наблюдали на побережье озера Ханка. Общая численность данного вида голубей в России точно неизвестна из-за малой изученности вида. На Сахалине и Кунашире в летний-осенний период голуби наблюдались обычно поодиночке, реже — стаями по 3—6 птиц. В октябре японские зелёные голуби были отмечены на Муравьевской низменности у озера Добрецкое, Южный Сахалин. В ноябре труп данного вида был найден в долине реки Кедровая, на территории заповедника «Кедровая Падь». Уссурийский заповедник также привлекателен для этой птицы. В 2015 году отмечен на охотоморской стороне Кунашира и на Шикотане. Крайние северные залёты вида отмечены на о. Райкоке (Средние Курилы) 12 июня 2011 г и на юге п-ова Камчатка в 2000 и 2009 гг. При этом ни одного гнезда в России обнаружено не было, хотя ареал встреч постоянно расширяется на север по Сахалину и по Курильской дуге. О местах встречи вида в России ведутся картотеки.

## Поведение
Длина крыла 200—250 мм. Предпочитает первичные ненарушенные смешанные и широколиственные леса дальневосточного типа. Страдает от лесозаготовок и прочих антропогенных факторов. Зеленые голуби любят лесной подлесок с участием вишни и черемухи, винограда и актинидии, бузины, жимолости и других растений, плоды которых они потребляют в пищу. Ежедневно совершает многокилометровые перелеты между местами гнездовий, кормежек и водопоев. Вид в целом относится к очень осторожным и скрытным птицам, обитает и гнездится высоко в кронах деревьев. Описаний гнёзд известно очень мало. Самцы токуют издавая заунывное О-ао, А-оа, О-аоа, с ударением на а. В сезон размножения птицы потребляют морскую воду, а также пьют воду из минеральных источников. Охота на вид в России запрещена. Вид входит в рацион ястреба-перепелятника Accipiter nisus.